# Марлон Брандо
Ма̀рлон Бра̀ндо (на английски: Marlon Brando; 3 април 1924 г. – 1 юли 2004 г.) е американски актьор , считан за един от най-знаменитите филмови артисти на своето време. Брандо е носител на две награди на филмовата академия на САЩ за Най-добра мъжка роля във филмите „На кея“ (1954) и „Кръстникът“ (1972). Също така е притежател на редица други почетни отличия, сред които – награди Еми, Златен глобус, БАФТА и др. През 1999 година Американският филмов институт включва Брандо под Номер-4 в класацията на най-големите мъжки звезди на класическото Холивудско кино.
Освен велик актьор, Брандо е и известен активист, демонстрирал отношение по важни политически и социални проблеми като Американските граждански права и Преместванията на американските индианци.

## Произход и младежки години
Марлон Брандо е роден в Омаха, Небраска, САЩ, син на Дороти Джулия Пенбейкър Брандо (Доди Брандо), актриса, и Марлон Брандо Старши, търговец на строителни материали и двамата – алкохолици. Майката на Марлон е от ирландско-английски произход, а баща му – от холандско-германски. Той има две по-големи сестри – Жоселин и Франсис. 
През 1935 г. семейството се мести в Еванстън, Илинойс, но по-късно родителите се разделят и майката на Марлон взема трите си деца и заминава да живее при своята майка в Санта Ана, Калифорния. През 1937 г. отново се събират и се преместват в Либъртивил, Илинойс, малко градче на север от Чикаго близо до езерото Мичиган.
Брандо изживява тежко детство заради непрестанните пиянски нощи и ежедневни арести на майка си и честите пътувания на баща си. Вместо майка му за него се грижат по-големите му сестри. В гимназията е слаб ученик, постоянно бягащ от часове и често изпращан на разговор с директора. 
На 16-годишна възраст бащата на Брандо го изпраща във военната академия в Минесота, заради непрестанните проблеми с дисциплината. Той остава там почти 3 години, но през това време не подобрява своето поведение и създава проблемни ситуации и затова в годината на завършването си е изключен.

## Кариера

### Първи постановки и филми
Без да завърши училище, Брандо се премества да живее при по-голямата си сестра в Ню Йорк, която по това време се опитва да стане актриса. След пристигането си Брандо се записва да учи в актьорската школа на известната преподавателка Стела Адлър. Там той усвоява нов натуралистичен актьорски стил, наречен „Методът“. През 1944 г. Брандо дебютира на Бродуей в пиесата „Аз помня мама“ (I Remember Mama). Първият голям успех на младия актьор е участието му в представлението „Кафене Тръклайн“ (Truckline Café) през 1946 г., след което нюйоркските критици го категоризират като най-обещаващия актьор на Бродуей. През 1947 г. той изиграва най-известната си роля на театрална сцена – на героя Станли Ковалски в драматичната творба на Тенеси Уилямс, „Трамвай Желание“ (A Streetcar Named Desire), режисирана от Елия Казан .
През 1950 г. Брандо изиграва първата си роля на голям екран във филма „Мъжете“ (The Men), режисиран от Фред Зинеман, в който героят му е парализиран ветеран от Втората световна война.  Верен на актьорските техники, на които е обучаван от Стела Адлър, той престоява един месец в болница за ветерани, за да се приготви за ролята. През 1951 г. участва във филмовата адаптация на режисьора Елия Казан на пиесата „Трамвай Желание“, която му носи първата от четирите поредни номинации за награда на филмовата академия на САЩ за най-добра мъжка роля. Филмът постига огромен успех и е носител на четири награди Оскар, включително за главна женска роля на актрисата Вивиан Лий.
Следващата роля, за която Брандо е номиниран за Оскар, е във филма от 1952 г., „Да живее Сапата!“ (Viva Zapata!), в който актьорът се превъплъщава в бедния селянин Емилиано Сапата, който става революционер и по-късно президент на Мексико. Третата номинация за Оскар на Брандо е през 1953 г. за ролята му във филма „Юлий Цезар“ (Julius Caesar), адаптация на пиесата на Уилям Шекспир . За участието си в „Да живее Сапата!“ и „Юлий Цезар“ той получава две награди на Британската академия за филмово и телевизионно изкуство (БАФТА) за най-добра мъжка роля.
През 1953 г. Брандо участва и в драматичния филм на Стенли Крамър „Дивият“ (The Wild One), създаден по романа на Франк Руни, в който героят му Джони Стаблър е мотоциклетист и гангстерски лидер, който тероризира малък град.

### На кея
През 1954 г. и 1955 г. Брандо става носител на първите си награди Оскар и Златен глобус за най-добра мъжка роля и за трети път е отличен с награда на БАФТА за най-добър актьор, за участието си в криминалната драма „На кея“ (On The Waterfront) отново с режисьор Елия Казан. Филмът проследява историята на Тери Малой (Брандо), който става свидетел на убийство. Той се влюбва в сестрата на убития и с нейна помощ разкрива виновниците за смъртта на брат ѝ. „На кея“ е носител общо на 8 награди Оскар и още 16 отличия и 7 номинации.
През периода от 1955 г. до 1958 г. хората от филмовата индустрия посочват Брандо като един от десетте най-атрактивни съвременни актьори. През това време той играе герои от различен типаж, от Наполеон Бонапарт във филма Dèsirèe, през танцуващия и пеещия комарджия Скай Мастърсън в „Момчета и кукли“ (Guys and Dolls), в който му партнира Франк Синатра, до лейтанант Кристиан Дисъл в „Младите лъвове“ (The Young Lions). През 1959 г. актьорът открива своя собствена компания за производство на филми и телевизионни предавания, наречена „Пенбейкър Пръдакшънс“ (Pennebaker Productions), кръстена на неговата майка. Това му позволява да направи своя дебют като режисьор на американския уестърн от 1961 г. „Еднооките валета“ (One-Eyed Jacks), за който операторът Чарлс Ланг е номиниран за Оскар за най-добра кинематография.
През шестдесетте години на 20 век кариерата на Брандо претърпява значителен спад. Той участва в редица филми, оценени ниско от критиката като римейка „Бунтът на Баунти“ (Mutiny on the Bounty) и „Отражение в едно златно око“ (Reflections in a Golden Eye). В края на десетилетието кариерата на актьора е почти приключила, благодарение на репутацията му на трудна звезда с роли във високобюджетни и крайно противоположни филми.

### Кръстникът
През 1972 г. това положение се променя след участието на Брандо в трилъра „Кръстникът“ (The Godfather), режисиран от Франсис Форд Копола. За своята роля на главата на престъпната мафия Дон Вито Корлеоне Брандо печели втория си Оскар за най-добра мъжка роля. Филмът е носител още на две награди Оскар за най-добър сценарий на Марио Пузо и Копола и за най-добър филм и още на 19 други отличия и 17 номинации. На церемонията по връчването на Оскарите обаче Брандо отказва да получи наградата в знак на протест срещу дискриминацията на Холивуд спрямо коренните жители на Америка. Той не се появява на събитието, а вместо това изпраща актриса, представяща се за индианка, която да откаже наградата вместо него.
Същата година Брандо се снима в скандалния филм на Бернардо Бертолучи „Последно танго в Париж“ (Ultimo tango a Parigi), който става известен най-вече заради сексуалната си откровеност. Във филма актьорът играе овдовял американец на име Пол, който има особена анонимна връзка с французойка на име Жан, в чиято роля е актрисата Мария Шнайдер. За участието си в „Последно танго в Париж“ Брандо отново е номиниран за Оскар, но вместо да се радва той категорично заявява, че никога повече не иска да се разрушава емоционално, за да изиграе ролята си на ниво. Когато снимките за филма приключват, актьорът разказва, че се е чувствал „сякаш е насилил най-съкровената си същност“ и за него цената на това страдание е твърде висока.
Следващият филм, в който Брандо играе главна роля, е уестърнът на Артър Пен от 1976 г., „По Мисури“ (The Missouri Breaks), в който му партнира Джак Никълсън. В него той играе наемен стрелец, който обикаля Запада, изпълнявайки поръчки. В началото Брандо не харесва филма, но впоследствие, след като нанася някои промени в облика на своя герой, с разрешението на режисьора Артър Пен, той започва да се гордее с ролята си. По време на заснемането на „По Мисури“ актьорът води спорове относно хонорара си, но в крайна сметка продуцентите се съгласят на неговите условия.

### Късна кариера
През 1978 г. Брандо участва с малка роля в касовия хит „Супермен“ (Superman), в който играе бащата на главния герой, Джор-Ел. За участието си във филма той получава над 3 милиона долара хонорар. По-късно Брандо заснема сцени за продължението на филма, носещо заглавието „Супермен 2“, но продуцентите отказват да му платят същия огромен хонорар като за първата част и той не дава разрешение за ползване на кадрите. Две години след смъртта на актьора през 2006 г. той „изненадва“ публиката с появата си в „изгубеното продължение“ „Супермен се завръща“ (Superman Returns), в който са включени кадри на Брандо като Джор-Ел, неизползвани в първия филм. 
През 1979 г. актьорът се снима във военния екшън на Франсис Форд Копола „Апокалипсис сега“ (Apocalypse Now), създеден по романа на Джоузеф Конрад „Сърцето на мрака“. Филмът е номиниран за 8 награди Оскар, от които печели две – за най-добра операторска работа и за най-добър звук. След заснемането на криминалния трилър „Формулата“ (The Formula) през 1980 г. Брандо публично се оттегля от актьорската кариера. Но след около 10 години той се завръща с второстепенна роля в драмата „Сух бял сезон“ (A Dry White Season), в която участват Доналд Съдърланд и Сюзън Сарандън. За своето представяне актьорът е номиниран за Оскар за най-добра второстепенна мъжка роля през 1989 г.
През последното десетилетие на 20 век Брандо участва във филми като „Островът на д-р Моро“ (The Island of Dr Moreau), които му донасят негативни оценки, компрометиращи цялостната му кариера. Въпреки това той оставя и изпълнения, оценени положително от критиката като участието му в криминалната комедия „Новакът“ (The Freshman) през 1990 г. и в романтичната драма „Новият Дон Жуан“ (Don Juan DeMarco) през 1995 г., в която партнира на Джони Деп и Фей Дънауей. През 2001 г. актьорът се снима в последния си филм, криминалния трилър „Прецакването“ (The Score) с участието на Робърт де Ниро.

## Личен живот
Освен с постижения във филмовата си кариера Брандо става известен и с борбите, които води за гражданските права, свободата на коренните жители на Америка и други важни политически каузи. Личният живот на актьора е коментиран широко от жълтата преса. Той се жени и развежда три пъти и освен това има и много любовни афери с известни личности. Първата му съпруга, актрисата Ана Кашфи, с която женят през 1957 г., му ражда първото дете Кристиан Брандо, който по-късно става известен в медиите с многобройните си скандали. От втората и третата си жена Брандо има още двама сина и две дъщери. Освен това има дългогодишна връзка с домашната си прислужница, която му ражда още една дъщеря и двама сина.
Биографията му, публикувана през 1976 г. от Гару Кери, включва следния цитат на Брандо: „Хомосексуалността е толкова на мода, че вече не е сензация. Както голям брой мъже, така и аз съм имал хомосексуални изживявания, от които не се срамувам.“ 
Непрестанните спекулации с личния живот на актьора го карат сам да поеме иниациатива и да разкаже живота си на своите почитатели и затова през 1995 г. издава автобиографичната книга „Песните на мама“ (Songs My Mother Taught Me) със съавтор Робърт Линдзи. В книгата актьорът разказва подробно за любовните си отношения с известни актриси като Мерилин Монро, но не споменава за трите си брака и единадесетте си деца.
През 2006 г. американският автор Даруин Портър публикува биографичната книга „БРАНДО зад кулисите“, в която под формата на журналистическо разследване се проследяват в детайли и многобройните връзки на Брандо с мъже. Една от тях, за която разказват и всички приятели на Брандо, е с рано починалия американски актьор и секс символ на 50-те Джеймс Дийн. Но Брандо е имал мимолетни сексуални връзки и с Тенеси Уилямс, Роже Вадим, Кари Грант и други знаменитости от онези години. В последните години от живота си Марлон дори признава в едно интервю, че пази в дома си стъкленица с праха на покойния Уоли Кокс – един от най-близките му интимни приятели.
През последните години от живота си Брандо получава повече внимание от медиите заради проблемния си личен живот и борбата си със затлъстяването отколкото заради актьорската си кариера.

## Смърт
Умира на 1 юли 2004 г. в болница на 80-годишна възраст. Прахът на актьора е разпръснат една част – над остров Таити, а другата – над Долината на смъртта.

### Деца
- От Ана Кашфи:
  - Кристиан Деви Брандо (1958 – 2008)
- От Мовита Кастанеда:
  - Мико Кастанеда Брандо (р. 1961)
  - Ребека Брандо Котлински (р. 1966)
- От Тарита Тирипиа:
  - Саймън Техоту Брандо (р. 1963)
  - Тарита Чейен Брандо
- От Мария Кристина Руиз (дългогодишна прислужница)
  - Нина Присила Брандо (р. 1989)
  - Майлс Джонатан Брандо (р. 1992)
  - Тимоти Брандо (р. 1994)
- Осиновени:
  - Петра Брандо-Корвал (р. 1972)
  - Маямити Брандо (р. 1977)
  - Райатуа Брандо (р. 1982)

### Скандали

#### Скандал с Кристиан, най-големия син на Брандо
Най-възрастният син на Марлон Брандо от първия му брак с Ана Кашфи, Кристиан става популярен в медийното пространство след като на 16 май 1990 г. прострелва и ранява смъртоносно годеника на сестра си Чейен, 26-годишния Даг Дролет във фамилната къща на Брандо в Бевърли Хилс. Първоначално Кристиан има възможност да получи максималната присъда за непредумишлено убийство – 16 години, но впоследствие съдът решава да намали присъдата на 10 години, като след петата му позволяват да се върне в къщата си и да остане по домашен арест. В своя защита той изрича: „Съжалявам... Ако можех, бих искал да съм на мястото на Даг. Готов съм за последствията.“  Освен за смъртта на Даг Дролет, Кристиан е осъждан още и за домашно насилие над съпругата си Дебора през 2005 г., за което присъдата му е три години затвор и задължителен престой в клиника за лечение на зависимост от алкохол и наркотици. През 1995 г., 5 години след убийството на Дролет, сестрата на Кристиан, Чейен, страдаща заради тежките белези от претърпяна пътна катастрофа и все още депресирана от смъртта на годеника си, решава да сложи край на живота си и се обесва. Брат ѝ Кристиан умира от пневмония на 26 януари, 2008 г. в Лос Анджелис.

## Награди
Награди на филмовата академия на САЩ
- 1954 – Най-добра мъжка роля в „На кея“
- 1972 – Най-добра мъжка роля в „Кръстникът“

Номинациии:
- 1951 – Най-добра мъжка роля в „Трамвай Желание“
- 1952 – Най-добра мъжка роля в „Да живее Сапата!“
- 1953 – Най-добра мъжка роля в „Юлий Цезар“
- 1957 – Най-добра мъжка роля в „Сайонара“
- 1973 – Най-добра мъжка роля в „Последно танго в Париж“
- 1989 – Най-добра второстепенна мъжка роля в „Сух бял сезон“

Награди на БАФТА
- 1953 – Най-добър чуждестранен актьор в „Да живее Сапата!“
- 1954 – Най-добър чуждестранен актьор в „Юлий Цезар“
- 1955 – Най-добър чуждестранен актьор в „На кея“

Номинации:
- 1973 – Най-добра мъжка роля в „Бегълците“
- 1973 – Най-добра мъжка роля в „Кръстникът“
- 1974 – Най-добра мъжка роля в „Последно танго в Париж“
- 1989 – Най-добра второстепенна мъжка роля в „Сух бял сезон“

Награди Еми
- 1979 – Най-добра второстепенна мъжка роля (минисериал/филм) в „Корени: Следващите поколения“

Награди Златен глобус
- 1955 – Най-добра мъжка роля – Драма в „На кея“
- 1973 – Най-добра мъжка роля – Драма в „Кръстникът“

Номинации:
- 1957 – Най-добра мъжка роля – Мюзикъл/Комедия в „Чайната на августовската луна“
- 1958 – Най-добра мъжка роля – Драма в „Сайонара“
- 1964 – Най-добра мъжка роля – Драма в „Омразният американец“
- 1990 – Най-добра второстепенна мъжка роля в „Сух бял сезон“

Награди на филмовия фестивал в Кан
- 1954 – Най-добра мъжка роля в „Да живее Сапата!“

## Избрана филмография
| Година | Филм                                               | Оригинално заглавие                            | Роля                         | Бележки           |
| ------ | -------------------------------------------------- | ---------------------------------------------- | ---------------------------- | ----------------- |
| 1950   | „Мъжете“                                           | The Men                                        | Кен Уилчък                   |                   |
| 1951   | „Трамвай Желание“                                  | A Streetcar Named Desire                       | Станли Ковалски              |                   |
| 1952   | „Вива, Сапата!“                                    | Viva Zapata!                                   | Емилиано Сапата              |                   |
| 1953   | „Юлий Цезар“                                       | Julius Caesar                                  | Марк Антоний                 |                   |
| 1953   | „Дивият“                                           | The Wild One                                   | Джони Стаблър                | Разказвач         |
| 1954   | „На кея“                                           | On the Waterfront                              | Тери Малой                   |                   |
| 1954   | „Дезире“                                           | Dèsirèe                                        | Наполеон Бонапарт            |                   |
| 1955   | „Момчета и кукли“                                  | Guys and Dolls                                 | Скай Мастърсън               |                   |
| 1956   | „Чайната на августовската луна“                    | The Teahouse of the August Moon                | Сакини                       |                   |
| 1957   | „Сайонара“                                         | Sayonara                                       | Лойд „Ейс“ Грувър            |                   |
| 1958   | „Младите лъвове“                                   | The Young Lions                                | лейт. Кристиан Дисъл         |                   |
| 1959   | „Бегълци“                                          | The Fugitive Kind                              | Валънтайн „Снейкскин“ Хавиер |                   |
| 1961   | „Еднооките валета“                                 | One-Eyed Jacks                                 | Рио                          | Също и режисьор   |
| 1962   | „Бунтът на Баунти“                                 | Mutiny on the Bounty                           | 1-ви лейт. Флечър Кристиан   |                   |
| 1963   | „Омразният американец“                             | The Ugly American                              | Харисън Картър МакУайт       |                   |
| 1964   | „Приказка за лека нощ“                             | Bedtime Story                                  | Фреди Бенсън                 |                   |
| 1965   | „Моритури“                                         | Morituri                                       | Робърт Крейн                 |                   |
| 1966   | „Запознайте се с Марлон Брандо“                    | Meet Marlon Brando                             | Себе си                      |                   |
| 1966   | „Преследването“                                    | The Chase                                      | шериф Кедлър                 |                   |
| 1966   | „Апалуза“                                          | The Appaloosa                                  | Мат Флечър                   |                   |
| 1967   | „Графиня от Хонконг“                               | A Countess from Hong Kong                      | Огдън Меърс                  |                   |
| 1967   | „Отражения в златисто око“                         | Reflections in a Golden Eye                    | Уелдън Пендъртън             |                   |
| 1968   | „Кенди“                                            | Candy                                          | Гриндъл                      |                   |
| 1968   | „Нощта на следващия ден“                           | The Night of the Following Day                 | Клоуфър                      |                   |
| 1969   | „Кеймада“                                          | Queimada / Burn!                               | Сър Уилям Уокър              |                   |
| 1970   | „Кинг: Филмиран запис... От Монтгомъри до Менфис“  | King: A Filmed Record... Montgomery to Memphis | Себе си                      | документален филм |
| 1972   | „Среднощни гости“                                  | The Nightcomers                                | Питър Куинт                  |                   |
| 1972   | „Кръстникът“                                       | The Godfather                                  | Дон Вито Корлеоне            |                   |
| 1972   | „Последно танго в Париж“                           | Last Tango in Paris                            | Пол                          |                   |
| 1976   | „По Мисури“                                        | The Missouri Breaks                            | Робърт Лий Клейтън           |                   |
| 1978   | „Супермен“                                         | Superman                                       | Джор-Ел                      |                   |
| 1979   | „Корени: Следващите поколения“                     | Roots: The Next Generations                    | Джордж Линкълн Рокуел        | ТВ минисериал     |
| 1979   | „Апокалипсис сега“                                 | Apocalypse Now                                 | полк. Уолтър Курц            |                   |
| 1980   | „Формулата“                                        | The Formula                                    | Адам Стийфъл                 |                   |
| 1989   | „Сух бял сезон“                                    | A Dry White Season                             | Иън Макензи                  |                   |
| 1990   | „Новакът“                                          | The Freshman                                   | Кармайн Сабатини             |                   |
| 1991   | „Сърцата на мрака: Апокалипсисът на един кинаджия“ | Hearts of Darkness: A Filmmaker's Apocalypse   | Себе си                      | Документален филм |
| 1992   | „Апокалипсис сега“                                 | Apocalypse Now                                 | полк. Уолтър Курц            |                   |
| 1979   | „Христофор Колумб“                                 | Christopher Columbus: The Discovery            | Томас де Торкемада           |                   |
| 1995   | „Новият Дон Жуан“                                  | Don Juan DeMarco                               | д-р Джак Миклър              |                   |
| 1996   | „Островът на д-р Моро“                             | The Island of Dr Moreau                        | д-р Моро                     |                   |
| 1997   | „Смелият“                                          | The Brave                                      | Маккарти                     |                   |
| 1998   | „Лесни пари“                                       | Free Money                                     | Свен Соренсън                |                   |
| 2001   | „Прецакването“                                     | The Score                                      | Макс                         |                   |
| 2006   | „Супермен се завръща“                              | Superman Returns                               | Джор-Ел                      | Архивно появяване |
| 2006   | „Супермен 2“                                       | Superman II: The Richard Donner Cut            | Джор-Ел                      | Архивно появяване |
| 2007   | „БРАНДО“                                           | BRANDO                                         | Себе си                      | Документален филм |

## Книги
- Марлон Брандо, Доналд Кемъл, Фан-тан – роман
- Марлон Брандо, Песните на мама (1994) [32] – мемоари